# (26104) 1990 VV1
1990 في في 1 (ويعرف أيضًا باسم (26104) 1990 في في 1 وفق تسمية الكوكب الصغير) (بالإنجليزية: 1990 VV1)‏ هو كويكب ضمن حزام الكويكبات؛ وترتيبه 26104 من حيث الاكتشاف.
اكتُشف هذا الجُرم الفلكي بواسطة Kin Endate ‏ في 11 نوفمبر 1990.

## وصلات خارجية
- (26104) 1990 VV1 في قاعدة بيانات مختبر الدفع النفاث لأجرام النظام الشمسي الصغيرة

- الاكتشاف · مخطط المدار ·  العناصر المدارية · المعلمات المادية

- (26104) 1990 VV1 على موقع ويكي سكاي: DSS2, SDSS, GALEX, IRAS, Hydrogen α, X-Ray, Astrophoto, Sky Map, Articles and images